# Bey (Saône-et-Loire)
Bey település Franciaországban, Saône-et-Loire megyében. Lakosainak száma 869 fő (2022. január 1.). Bey Gergy, Allériot, Damerey, Montcoy és Sassenay községekkel határos.

## Népesség
A település népességének változása:
| Lakosok száma | 795  | 804  | 844  | 845  | 853  | 861  | 869  | 868  | 869  |
|               | 2013 | 2015 | 2016 | 2017 | 2018 | 2019 | 2020 | 2021 | 2022 |